# تل ملی
تل ملی در شهرستان کهگیلویه، روستای بلدون واقع شده و این اثر در تاریخ ۲۴ فروردین ۱۳۸۲ با شمارهٔ ثبت ۸۲۹۹ به‌عنوان یکی از آثار ملی ایران به ثبت رسیده است.